# End of an Era
End of an Era és un DVD i doble CD de la banda finlandesa de metal simfònic Nightwish. Va ser enregistrat al Hartwall Areena de Hèlsinki, Finlàndia el 2 d'octubre del 2005.

## Llista de cançons
Si no s'especifica, música i lletra estan escrites per Tuomas Holopainen.
1. Intro: Red Warrior, música per Hans Zimmer
2. Dark Chest of Wonders
3. Planet Hell
4. Ever Dream
5. The Kinslayer
6. The Phantom of The Opera, música i lletra per irew Lloyd Webber/T. Rice
7. The Siren, música per Tuomas Holopainen i Emppu Vuorinen, lyrics by Tuomas Holopainen
8. Sleeping Sun
9. High Hopes, música per David Gilmour, lletra per David Gilmour i Polly Anne Samson
10. Bless the Child
11. Wishmaster
12. Slaying the Dreamer, música per Tuomas Holopainen i Emppu Vuorinen, lletra per Tuomas Holopainen
13. Kuolema tekee taiteilijan
14. Nemo
15. Ghost Love Score
16. Stone People, música i lletra per John Two-Hawks, actuació de John Two-Hawks
17. Creek Mary's Blood (featuring John Two-Hawks)
18. Over the Hills i Far Away, música i lletra per Gary Moore
19. Wish I Had an Angel
20. Outro: All of Them, música per Hans Zimmer